# 单叶石仙桃
单叶石仙桃（学名：Pholidota leveilleana）为兰科石仙桃属下的一个种。